# أمادو باتيستا
أمادو باتيستا (بالبرتغالية: Amado Batista) هو مغني برازيلي، ولد في 17 فبراير 1951 في Davinópolis ‏ في البرازيل.

## وصلات خارجية
- أمادو باتيستا على موقع ميوزك برينز (الإنجليزية)
- أمادو باتيستا على موقع ديسكوغز (الإنجليزية)